# アポイ岳ジオパーク

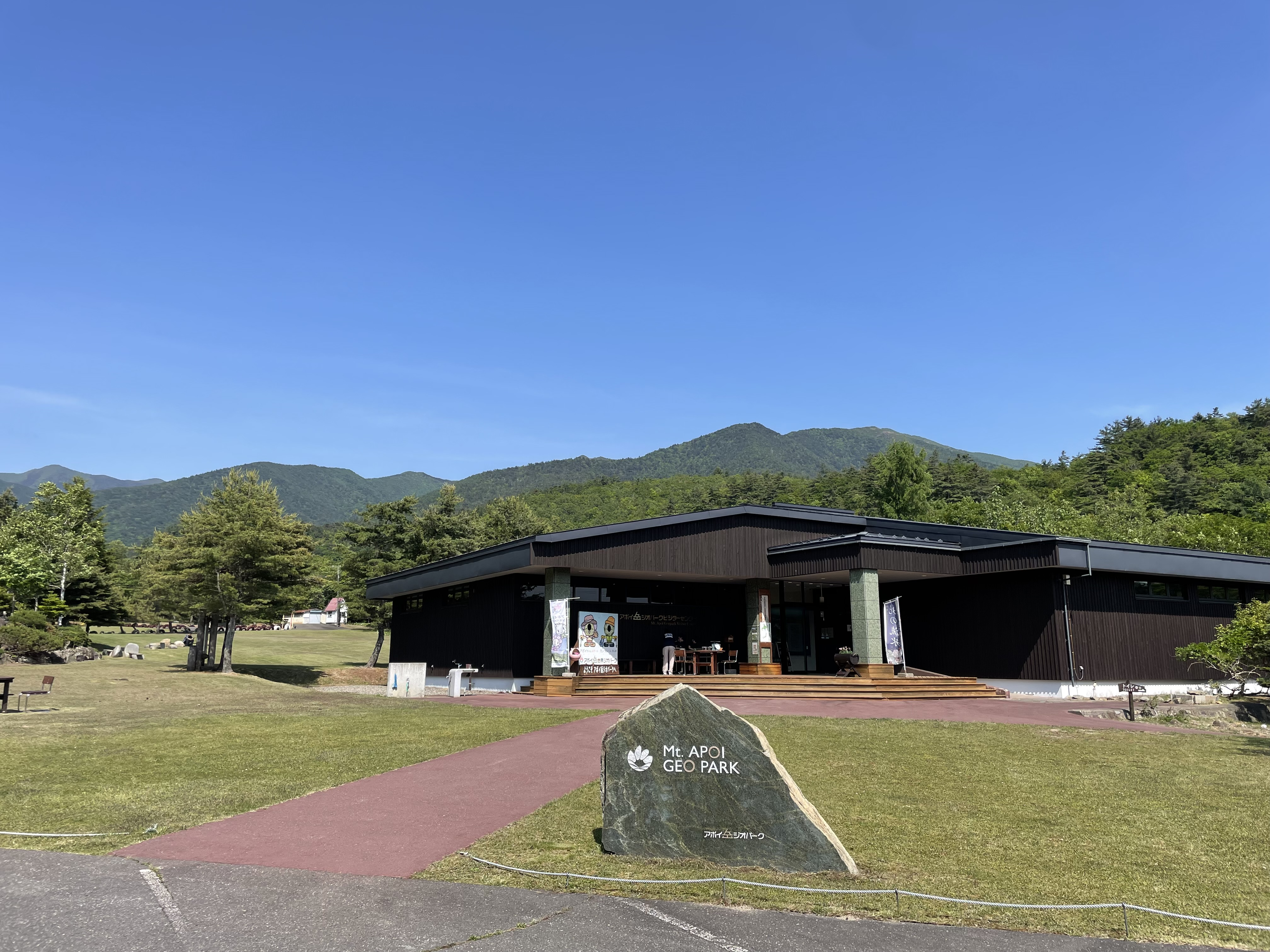
アポイ岳ジオパークのビジターセンター。背景にはアポイ岳がそびえる。

アポイ岳ジオパーク（アポイだけジオパーク、英: Mt. Apoi GeoparkもしくはMt.Apoi UNESCO Global Geopark）は、北海道の様似町全域をテリトリーとするジオパークである。

## テーマ
アポイ岳ジオパークのテーマは、下記のメインテーマおよびサブテーマからなる。
- 「地球深部からの贈りものがつなぐ大地と自然と人々の物語」
  - 「かんらん岩から大地の変動を学び楽しむ」
  - 「アポイ岳の高山植物から自然環境を学び楽しむ」
  - 「歴史から自然と人間社会の共生を学び楽しむ」

## 沿革
- 2008年12月8日 - 日本ジオパークとして認定される[3]。
- 2013年4月13日 - アポイ岳ジオパークビジターセンターが開館[4]。
- 2015年9月19日 - 世界ジオパークとして認定される[5]。
- 2015年11月17日 - 世界ジオパークが国際連合教育科学文化機関（ユネスコ）の正式事業となる[6]。

## エリアと主なジオサイト
日本ジオパークネットワークのウェブサイトでは、下記が「主な見どころ・おすすめジオサイト」とされている。
- 幌満峡エリア
  - 第2発電所
- アポイ岳エリア
  - アポイ岳
- 様似海岸エリア
  - エンルム岬
- 日高耶馬渓エリア
  - 大正トンネルの花こう岩類
- 新富エリア
  - 小野工業の旧鉱山